# Шевноз
Шевноз (фр. Chevenoz) насеље је и општина у источној Француској у региону Рона-Алпи, у департману Горња Савоја која припада префектури Тонон ле Бен.
По подацима из 2011. године у општини је живело 561 становника, а густина насељености је износила 53,23 становника/km². Општина се простире на површини од 10,54 km². Налази се на средњој надморској висини од 807 метара (максималној 1.627 m, а минималној 560 m).

## Демографија
| 1962. | 1968. | 1975. | 1982. | 1990. | 1999. | 2011. |
| ----- | ----- | ----- | ----- | ----- | ----- | ----- |
| 339   | 374   | 375   | 359   | 425   | 502   | 561   |

График промене броја становника у току последњих година